# Grigore Turcuman
Grigore Turcuman (n. 20 octombrie 1890, comuna Tătărăuca Nouă, Județul Soroca (interbelic) – d. 28 mai 1942, Gulag, Penza, Rusia) a fost un om politic român basarabean, membru al Sfatului Țării din Basarabia în anii 1917-1918.

## Biografie
Grigore Turcuman a fost în timpul Primului Război Mondial sublocotenent în Marina Imperială Rusă, Flota Mării Negre. Întors în Basarabia, a participat la Congresul Ostașilor Moldoveni din 20 octombrie 1917, unde a fost ales în comitetul de organizare al Sfatului Țării, iar la 21 noiembrie 1917 a fost ales membru al Sfatului Țării, ca deputat din partea soldaților basarabeni.
La data de 27 martie 1918, Grigore Turcuman a votat Unirea Basarabiei cu România.
Între anii 1933-1937, ca membru al P.N.L. și ca membru al Consiliului județean Soroca, a fost numit subprefect al Județului Soroca. A fost avansat până la gradul de Căpitan de Marină în rezervă.
În anul 1940, după cedarea Basarabiei, Grigore Turcuman a fost capturat de agenții sovietici ai NKVD și trimis în Gulag, la Penza, unde a fost supus unui regim de exterminare si a decedat in 1942.

## Sfatul Țării
Grigore Turcuman a fost membru al Sfatului Țării, Parlamentul Moldovei între 1917 și 1918. La data de 27 martie 1918 Grigore Turcuman a votat Unirea Basarabiei cu România.

## Galerie

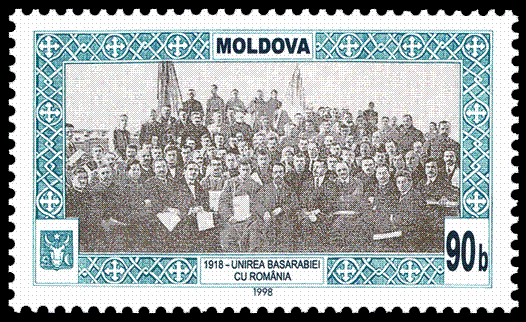
Timbru din Republica Moldova, 1998.
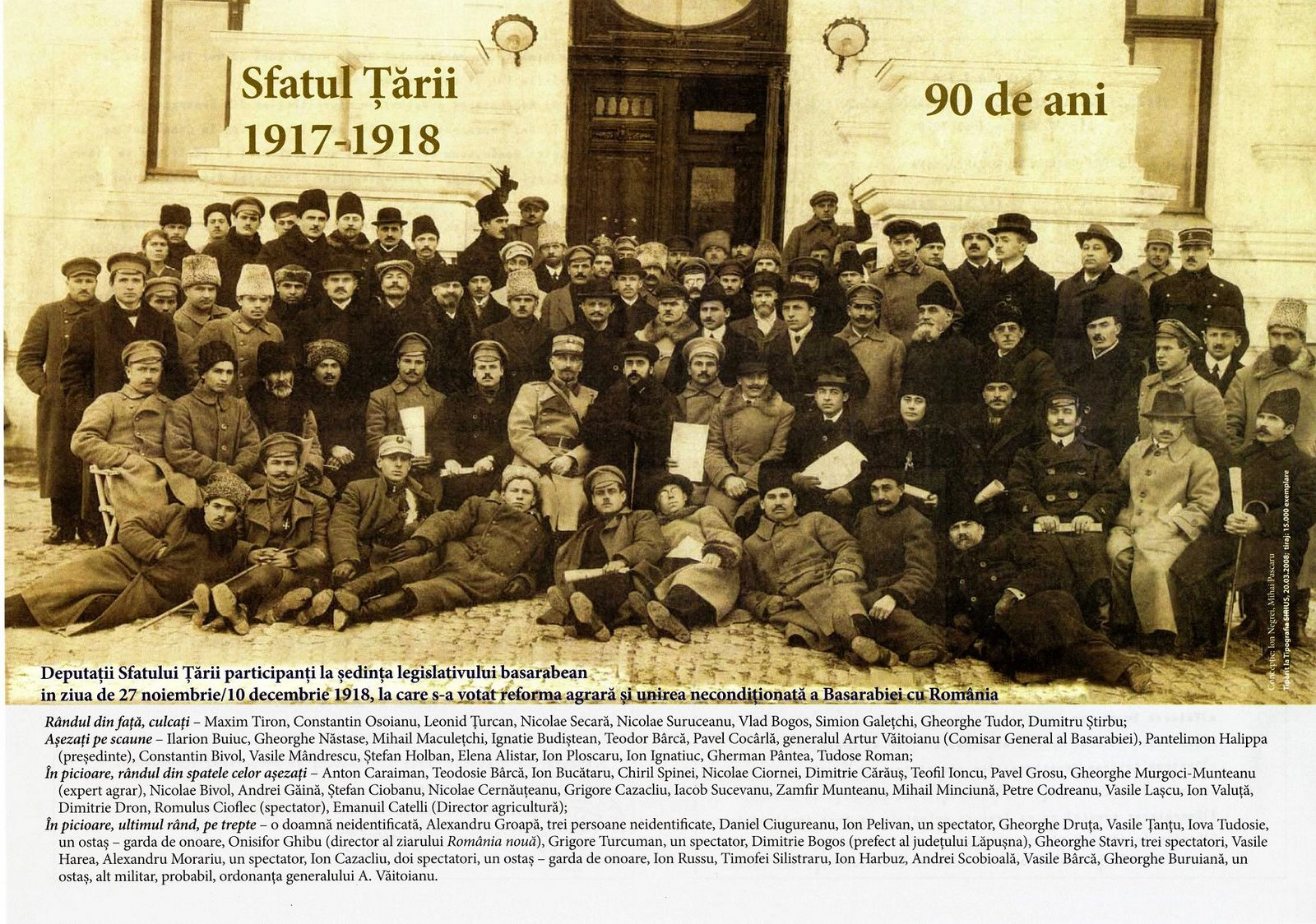
Palatul Sfatului Ţării (10 decembrie 1918).
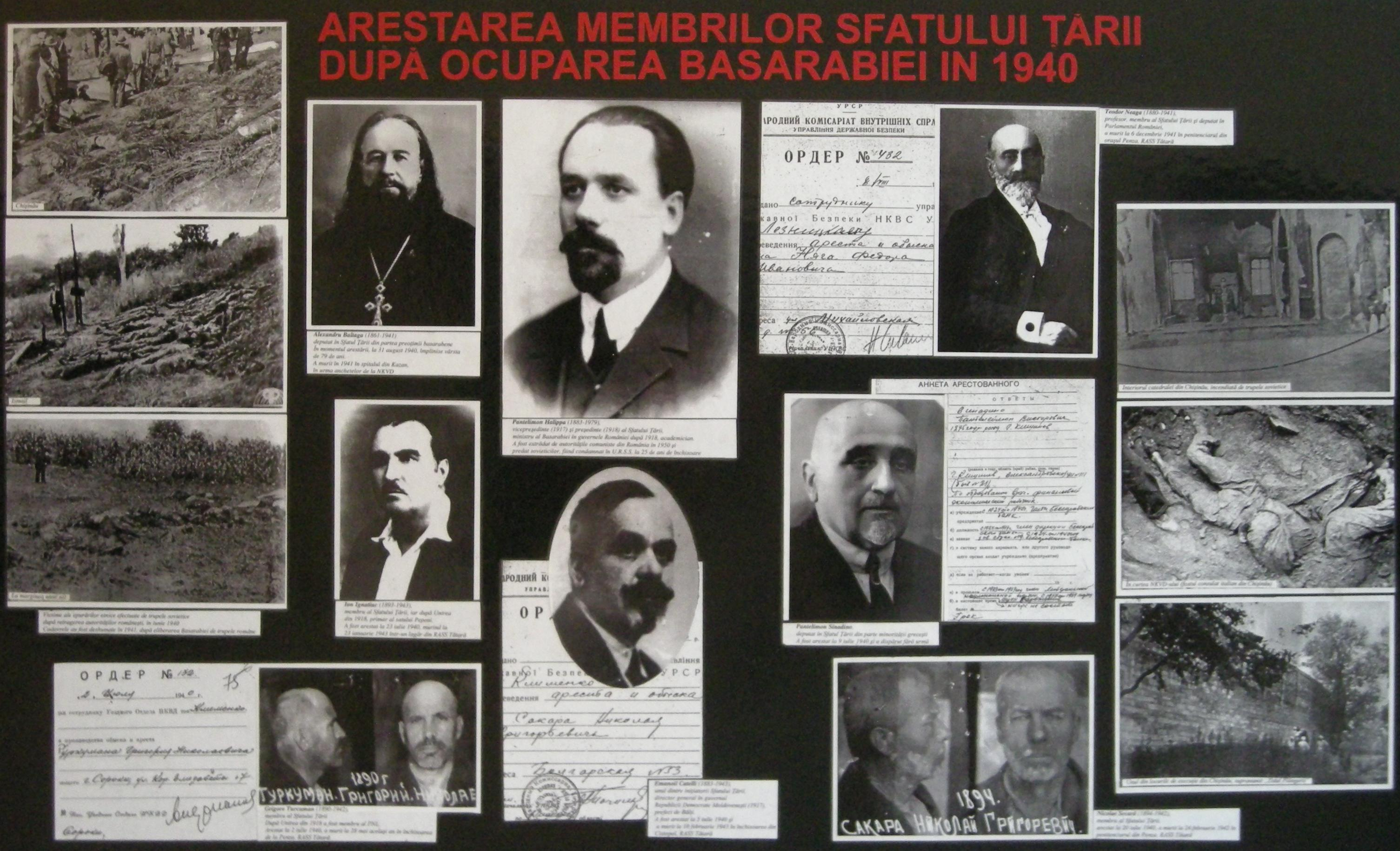
Persecuțiile din 1940 împotriva membrilor Sfatului Ţării.